# Lady Maryland
Le Lady Maryland est un pungy (goélette caractéristique de baie de Chesapeake) à coque bois (chine blanc et pin) de 32 m lancé en 1986, basé à Baltimore (Maryland, États-Unis). 
Il appartient et est exploité par la Living Classrooms Foundation de Baltimore et est utilisée comme navire école. Le Lady Maryland est l'une des quatre répliques historiques de voiliers en bois conçues par Thomas C. Gillmer. 